# Платформа-Арго
Платформа-Арго — російський бойовий роботизований комплекс. Призначений для ведення розвідки та патрулювання місцевості, здатний вражати живу силу, а також неброньовану або легкоброньовану техніку супротивника. Здатний пересуватися на пересіченій та гірській місцевості. Може застосовуватись під час проведення морських десантних операцій. Дистанційно керований, він здатний забезпечити вогневу підтримку десантно-штурмовим групам, проводити розвідку узбережжя, забезпечити доставку вантажів та боєприпасів для підрозділів, що ведуть бій на березі.

## Історія
Створено в Державному науковому центрі «Центральний науково-дослідний та дослідно-конструкторський інститут робототехніки та технічної кібернетики».

## Технічні характеристики
Має захищене днище з гранично низьким центром ваги, колеса зі спеціальним протектором. Також комплекс може бути поставлений на гусениці.
- Повна споряджена маса не перевищує 1020 кг;
- Максимальна швидкість пересування 20 км/год, по воді — до 2,5 вузлів.
- Максимальні габарити 3350×1850×1650 мм;
- Час безперервної роботи, не менше 20 годин;
- Озброєння: Кулемет ПКТ, 3 РПГ-26, РШГ-2.

## Бойове застосування
За інформацією ряду ЗМІ, роботизовані комплекси «Платформа-Арго» використовувалися Росією під час військової операції у Сирії.